# Time Pilot '84
Time Pilot '84 est un jeu vidéo de type shoot 'em up développé et édité par Konami sur borne d'arcade en 1984. C'est la suite de Time Pilot.